# 파울 자허

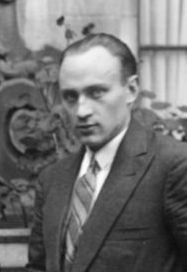

파울 자허(Paul Sacher, 1906년 4월 28일 ~ 1999년 5월 26일)는 스위스의 지휘자이다. 음악학자로서도 이름이 높다.  고전곡과 현대곡에 권위적 연구와 연주로 알려졌고, 바르토크의 <현, 타악기, 첼레스타의 음악>을 비롯하여, 현대작곡가로부터 봉정(捧呈)된 명곡이 적지 않다.